# メチルリシン
メチルリシン(Methyllysine)は、メチル基の結合したリシンである。タンパク質中では、リシン残基の側鎖のアンモニウム基に3つまでのメチル基が結合することができる。
このようにメチル化されたリシンは、エピジェネティクスにおいて重要な役割を果たす。ヌクレオソームのヒストンの特定のリシン残基のメチル化は、これらのヒストンに対する周囲のDNAの結合を変え、遺伝子の発現に影響を与える。結合の変更は、メチル基は水素原子より大きいため、正電荷の有効半径が増大し、負に帯電するDNAとの静電結合が弱まることによって引き起こされる。さらに、メチル基自身が疎水的であり、周りの水の構造をテトラメチルアンモニウムに似た構造に変える。
蛋白質構造データバンクでは、メチルリシンはMLYというアクロニムで示される。

リシン
6-N-メチルリシン
(6-N,6-N)ジメチルリシン
(6-N,6-N,6-N)トリメチルリシン